# Michael Carter (cầu thủ bóng đá, sinh năm 1960)
Michael Carter (sinh ngày 18 tháng 4 năm 1960) là một cựu cầu thủ bóng đá người Anh thi đấu ở vị trí Tiền vệ chạy cánh. Ông thi đấu cho Bolton Wanderers, Mansfield Town, Swindon Town, Plymouth Argyle, Hereford United và Wrexham.